# Zasip
Zasip (Duits: Asp) is een plaats in Slovenië en maakt deel uit van de gemeente Bled in de NUTS-3-regio Gorenjska. De plaats telde 1.019 inwoners op 1 januari 2020.